# Пшенична вулиця (Київ)
Пшени́чна ву́лиця — вулиця у Святошинському районі міста Києва, масив Південна Борщагівка. Пролягає від проспекту Леся Курбаса до проспекту Академіка Корольова.
Прилучаються вулиці Івана Дзюби і Родини Бунґе.

## Історія
Вулиця виникла в 50-х роках XX століття як вулиця без назви. Сучасна назва — з 1959 року. У 1968 році від неї відокремлено вулицю Тимофія Строкача (сучасна Сім'ї Стешенків).